# Окиаю, Рётаро
Рётаро Окиаю (яп. 置鮎 龍太郎 Окиаю Рё:таро:) — японский сэйю. Сотрудничает с Aoni Production. Был женат на сэйю Нао Нагасаве, у них есть дочь. С 1995 по 2000 года состоял как певец в группе сэйю E.M.U. (Entertainment Music Unit). Также входил в состав группы сэйю Aozu. С января 2013 года женат на японской сэйю Ай Маэде.

## Биография
До рождения Окиаю его отец устроился на работу в кинокомпанию, где он иногда получал от своих коллег постеры и кассеты с аниме. Окиаю и его сестра росли в окружении анимации и полюбили её, часто вместе смотрели кассеты и слушали аудиодрамы. Его сестре хорошо давалось рисование, и со временем она стала художником-аниматором, но Окиаю больше нравилось подражать голосам персонажей, поэтому после окончания школы он прошел прослушивание и поступил в школу для актёров озвучивания в Осаке.
Его первой ролью в аниме стал монстр-лучник в Dragon Quest. Среди его наиболее известных ролей — Бякуя Кучики (Блич), Тэдзука Кунимицу (The Prince of Tennis) и Хисаши Мицуи (Slam Dunk).
В 2023 году получил премию Seiyu Awards за лучшую мужскую роль второго плана.

## Роли

### Аниме
- Блич (Бякуя Кучики)
- Date A Live (Айзак Рэй Перам Уэсткотт)
- Blue Exorcist (Игорь Нейгауз)
- Clannad (Акио Фурукава)
- D.Gray-man (Ривер Венхамм)
- Giant Killing (Сигэюки Муракоси)
- D.N.Angel (Дарк)
- Детектив Конан (Субару Окия)
- El Hazard (Кацухико Дзиннай)
- Fate/Zero (Берсерк)
- Fujimi Orchestra[англ.] (Юки Моримура)
- Стальной алхимик (Шрам)
- Gakuen Heaven (Кодзи Синомия)
- Gravitation (K)
- Hyouka (Масаси Тогайто)
- Katanagatari (Манива Хоо)
- Kuroko no Basuke (Нидзимура Сюзо)
- Kizuna (Раммару Самэдзима)
- Love Stage!! (Сейя Сена)
- Monochrome Factor (Хомураби)
- Okane ga nai![англ.] (Тораносукэ Гион)
- One Piece (Каку)
- Recorder and Randsell (Ацуси Миягава)
- Sekai-ichi Hatsukoi (Асахина Каору)
- Sukisho (Кай Нагасэ)
- The Prince of Tennis (Тэдзука Кунимицу)
- Weiss Kreuz (Брэд Кроуфорд)
- Yu-Gi-Oh! (Хирото Хонда/Тристан Тэйлор)
- Бездомный бог (Эбису)
- Истребитель демонов (Кокушибо)
- Чёрный клевер (Гаджа)

### Аудиодрамы
- Ai no Kusabi (Дэрил)
- Samurai Deeper Kyo (Юан)
- Weiß Kreuz Schwarz Ein und Zveit (Брэд Кроуфорд)

### Игры
- Bungo and Alchemist (Кафу Нагаи)
- Dynasty Warriors (Сыма Ши)
- Fate/Grand Order (Влад III Цепеш, Гай Юлий Цезарь, Ланселот, Ромул, Призрак Оперы)
- Samurai Warriors (Тёсокабэ Мототика)
- Tales of Destiny (Dymlos)